# Mahi (fleuve)
Pour les articles homonymes, voir Mahi.
Le fleuve Mahi est un cours d'eau d'Inde d'une longueur de 583 km qui coule dans les États du Gujarat, Madhya Pradesh et Rajasthan. Il se jette dans la mer d'Arabie.

## Traduction
- (en) Cet article est partiellement ou en totalité issu de l’article de Wikipédia en anglais intitulé « Mahi River » (voir la liste des auteurs).